# Кипрский диалект турецкого языка
Киприо́тско-туре́цкий язык — тюркский язык, относящийся к огузской группе. Является диалектом турецкого языка. Используется в основном на Кипре. После изоляции Кипра от Османской империи в 1878 году, отличия островного диалекта от континентальной массы турецких говоров нарастали под влиянием киприотского греческого, а также, в меньшей степени, английского языка.  Однако после изоляции общин и с началом массового притока континентальных турок на север Кипра после 1970-х годов эти различия были в значительной степени нивелированы.

## Краткие сведения
Киприотский язык характеризуется некоторыми отличиями от стандартного турецкого по части фонетики и грамматики. Однако эти особенности могут обнаруживаться и в турецких диалектах.
В числе таких особенностей отмечаются:
- озвончение и оглушение смычных (gurt при турецком kurt 'червь', daş при турецком taş 'камень', но Gıprız при турецком Kıbrıs 'Кипр');
- наличие звонкого z при турецком глухом s в некоторых словах — Gıprız при турецком Kıbrıs, отмечается и в крымскотатарском языке в форме Qıbrız, или badadez при турецком patates (озвончение s характерно в целом для огузской группы, также для других тюркских, но не является регулярным на тюркском западе);
- сохранение ŋ (biñ при турецком bin 'тысяча');
- ослабление аффрикат (hiş при турецком hiç 'никто, ни один');
- различие в выражении 1 л. мн. ч. (isterik при турецком isteriz 'мы хотим');
- архаичная форма постпозитивной взаимной частицы (ilen при литературном турецком ile 'с', 'посредством', 'при помощи')

## Письменность
Используется латиница. Специфические буквы: ḳ [q], ġ(ɢ), ḥ или ḫ [x], ñ [ŋ].

## Грамматика
Помимо уже указанного различия в оформлении 1 л. мн. ч., в киприотском языке отличаются базовый порядок слов (SVO при турецком SOV) и форма третьего лица возвратного местоимения (genni при турецком kendisini). Отличается от турецкого также особенностями постановки вопросов и наличием глагольной эмфазы.